# Barbara Luna
Barbara Luna, född 2 mars 1937 i New York City, USA, är en amerikansk skådespelare.

## Biografi
Barbara Luna är av ungerskt-filippinskt påbrå. Hon gjorde scendebut på Broadway som elvaåring i musikalen South Pacific och medverkade även i Broadwayuppsättningen av Kungen och jag.
Barbara Luna gjorde filmdebut 1958 och har mest spelat exotiska skönheter. Hon har genom åren haft gästroller i ett otal TV-serier, såsom Star Trek, Hawaii 5–0, The High Chaparral och Mannen från Virginia.
1961–1963 var hon gift med skådespelaren Doug McClure.

## Filmografi (urval)
- 1961 – Djävulen kommer kl. 4
- 1965 – Narrskeppet
- 1968 – Firecreek
- 1969 – Che!
- 2004 – Star Trek

## Teater

### Roller
| År   | Roll  | Produktion                                                           | Regi         | Teater                          |
| ---- | ----- | -------------------------------------------------------------------- | ------------ | ------------------------------- |
| 1949 | Ngana | South Pacific Richard Rodgers, Oscar Hammerstein II och Joshua Logan | Joshua Logan | Majestic Theatre, New York, USA |